# Jaroslav Soural
Jaroslav Soural (* 2. dubna 1953) je český politik, v 90. letech 20. století poslanec České národní rady a Poslanecké sněmovny za KSČ, respektive KSČM, později za Levý blok, od konce 90. let náměstek ministra školství, pak vládní a regionální úředník.

## Biografie
Pochází z Bludova, absolvoval Pedagogickou fakultu v Ostravě a titul kandidát věd získal na Univerzitě Komenského v Bratislavě. V letech 1976-1990 působil jako vysokoškolský pedagog.
Ve volbách v roce 1990 se stal poslancem České národní rady za KSČ, respektive za její českou část KSČM. Opětovně byl do ČNR zvolen ve volbách v roce 1992, nyní za koalici Levý blok, kterou tvořila KSČM a menší levicové skupiny (volební obvod Severomoravský kraj). Zasedal ve výboru pro vědu, vzdělání, kulturu, mládež a tělovýchovu.
Od vzniku samostatné České republiky v lednu 1993 byla ČNR transformována na Poslaneckou sněmovnu Parlamentu České republiky. Během volebního období 1992-1996 přešel do strany Levý blok (skupina reformní levice, která po rozpadu koalice Levý blok přijala název této střechové platformy a v parlamentu působila nezávisle na KSČM). Byl místopředsedou poslaneckého klubu Levého bloku. V únoru 1995 byl zvolen místopředsedou Levého bloku. Za Levý blok neúspěšně kandidoval do sněmovny v roce 1996. Po volební prohře označil úvahy o kandidatuře do senátu za nepravděpodobné a prohlásil, že se možná stane novinářem.
V letech 1997–1998 pracoval v soukromém sektoru jako manažer. V srpnu 1998, poté co nastoupila vláda Miloše Zemana, se stal vedoucím tiskového odboru ministerstva školství. V dubnu 1999 ho pak ministr Eduard Zeman jmenoval svým náměstkem. V této funkci působil do roku 2002. V listopadu 2002 se uvádí jako pracovník Úřadu vlády. V letech 2002–2006 byl ředitelem kabinetu vedoucího Úřadu vlády České republiky a v období let 2006–2008 ředitelem odboru vnitřní bezpečnosti Úřadu vlády České republiky.
V letech 2008–2011 působil coby vedoucí odboru kanceláře hejtmana krajského úřadu Moravskoslezského kraje. V lednu 2011 se stal ředitelem Krajského úřadu Moravskoslezského kraje. Je tehdy uváděn jako bezpartijní.